# Pièce de 20 francs Jeux méditerranéens
Pour les articles homonymes, voir 20 francs.
L'émission de la pièce de 20 francs français commémorant les Jeux méditerranéens date de 1993.
Elle a été émise pour annoncer les Jeux méditerranéens 1993 en Languedoc-Roussillon. Elle était disponible au prix de sa valeur faciale dans les agences du Crédit agricole.
L'avers dessiné par Daniel Ponce porte une vue de la tour de Constance à Aigues-Mortes. La ville où se déroula la cérémonie d'ouverture des jeux, le 16 juin 1993 fut Agde. Le revers de Gérard Buquoy représente la valeur faciale au-dessus de vagues et entourée de lauriers. Sur la couronne extérieure, sont inscrits le logotype des Jeux méditerranéens et la devise de la République française.

### Sources
- Le Franc IV. Argus des monnaies françaises. 1795-2001, Éditions les Chevau-légers, 2001, page 280.